# Проинсулин
Про́инсули́н — полипептид, прогормон, производимый бета-клетками островков Лангерганса поджелудочной железы.
Проинсулин является предшественником в процессе биосинтеза инсулина. Он состоит из двух цепей, имеющихся в молекуле инсулина (А-цепь и В-цепь), соединённых C-пептидом или (С-цепью, соединительной цепью), которая отщепляется в процессе образования инсулина от молекулы проинсулина.
Сам проинсулин практически не обладает инсулиновой активностью.
Проинсулин, в свою очередь, является продуктом отщепления от ещё более сложного полипептида препроинсулина так называемой лидинг-цепи, или L-цепи.